# デスパッチ・インダストリーズ
合同会社デスパッチ・インダストリーズ（英文社名：Despatch Industries G.K.）は、アメリカ合衆国・Despatch Industries Limited Pertnership社の日本法人である。

## 概要
- 商号：合同会社デスパッチ・インダストリーズ
- 所在地：〒194-0013 東京都町田市原町田2-6-14
- 代表者：伊藤 正裕

## 経歴
- 1960年代 - マーケム株式会社にて、デスパッチ製品を日本国内の代理店として紹介される。電子部品、ウエハーアニーリング、製造滅菌等、各種オーブンを紹介。
- 2004年 - 太陽電池、炭素繊維用製品の紹介。
- 2009年2月 - 日本法人合同会社デスパッチ・インダストリーズ設立。

## 事業内容
各種恒温槽の輸入、製造、販売、保守及び修理、太陽電池電極焼成炉、炭素繊維用オーブン他、仕様、要求性能に応じての制作を行っている。